# Juan Martínez Montañés

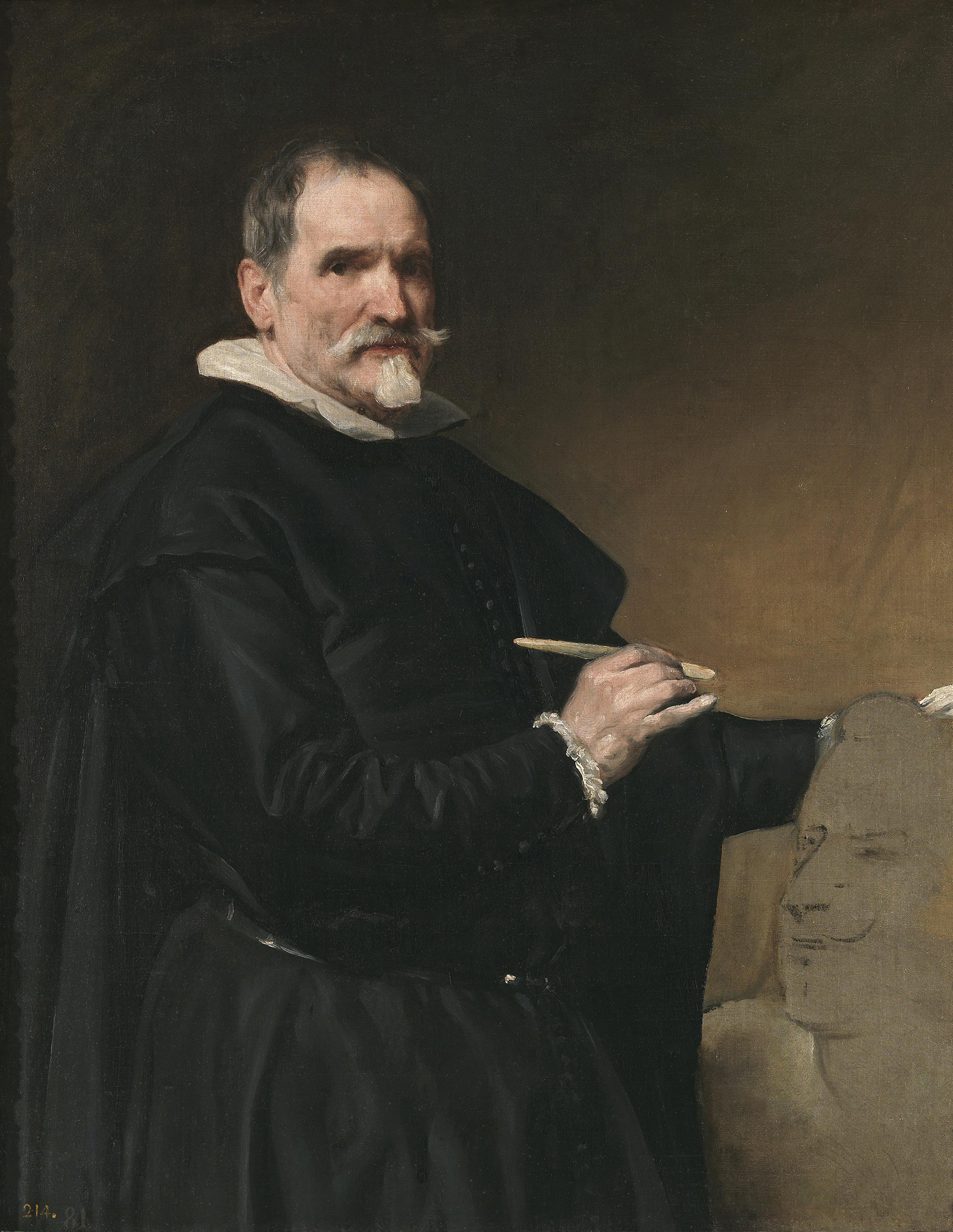
Juan Martínez Montañés por Velazquez

Juan Martínez Montañés (Alcalá la Real, 1568 — Sevilha, 1649, foi um escultor espanhol. Foi educado na casa do escultor Pablo de Rojas em Granada. Ele completou sua educação em Sevilha onde  desenvolveu a maior parte da sua carreira.
É considerado um dos escultores mais influentes de seu período em Sevilha, celebrado pela perfeição de suas obras.
O Cristo de clemência é considerada sua obra-prima.

## Obras

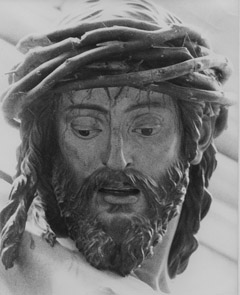
Detalhe de Cristo de la Clemencía (1603)

- Retábulo de San Isidoro del Campo (1609-1613)
- Batalla de los Ángeles (1640)
- Niño Jesús (1606-1607)
- Inmaculada (1629-1631)
- Cristo de la Clemencia (1603-1604)
- San Jerónimo Penitente
- Cristo de la pasión
- San Bruno
- Santo Domingo Penitente
- San Cristóbal (1597)
- Cristo de los cálices